# Syncytiotrophoblaste

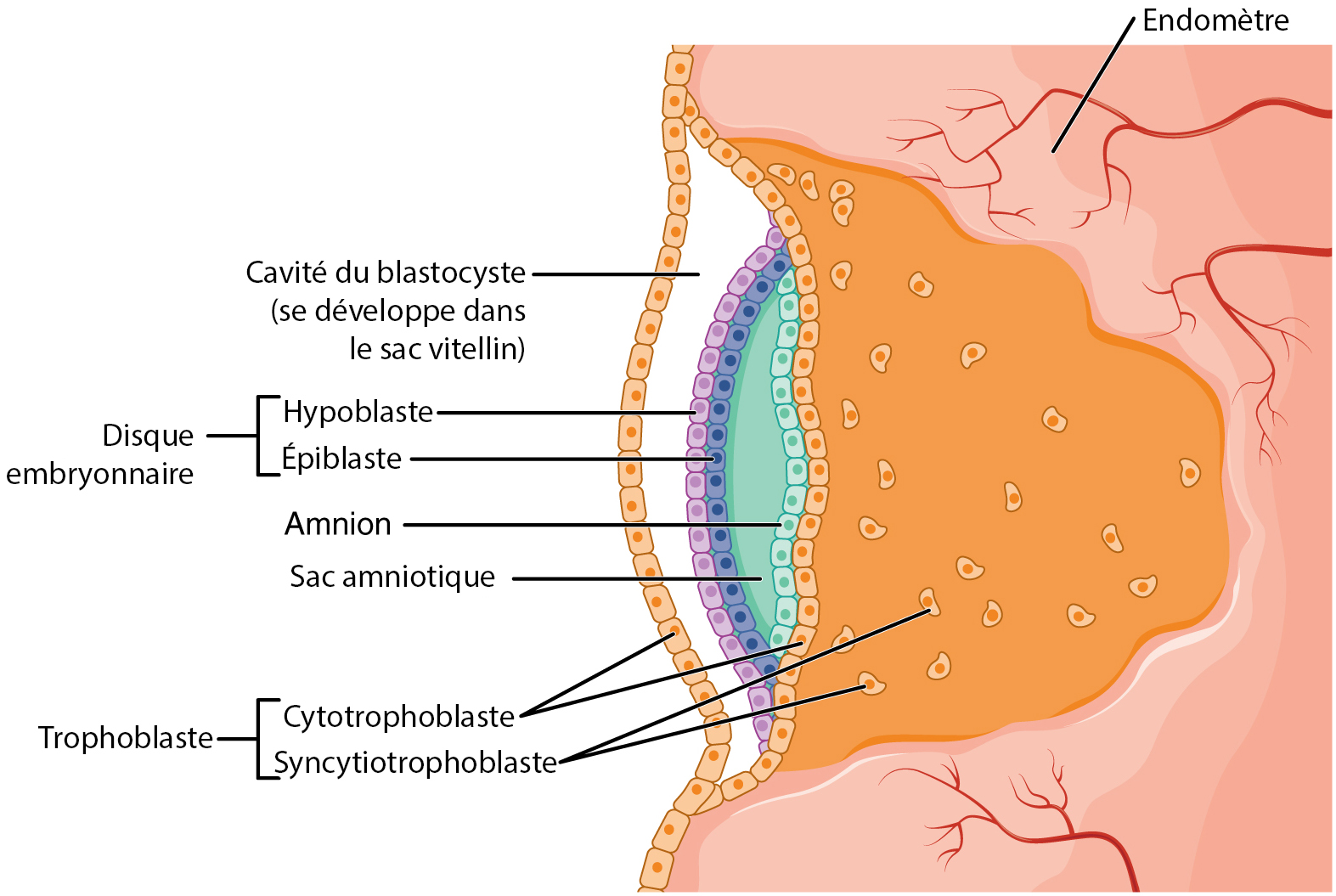
Développement du disque embryonnaire

Chez certains mammifères dont les humains, le syncytiotrophoblaste est un des tissus qui composent le placenta.

## Développement et fonctions
C'est un tissu d'origine embryonnaire et non maternel. C'est un syncytium formé à partir du trophoblaste au 7e jour du développement chez les humains, ce qui correspond au début de la nidation. La formation de ce syncytium, chez les humains et beaucoup de mammifères, est sous la dépendance de protéines: les syncytines. Le syncytiotrophoblaste est responsable de la production d'HCG, une hormone détectée par les tests de grossesse et qui a pour fonction d'empêcher la survenue des règles (en stimulant l'activité du corps jaune).
Il va ensuite proliférer pour permettre l'adhésion de l'embryon à la paroi utérine, notamment grâce aux métalloprotéases, qui lysent la paroi utérine. Chez les humains, au neuvième jour de développement, le syncytiotrophoblaste se cavite et forme des lacunes qui permettront au sang de passer. C'est le début de la circulation embryo-maternelle. C'est un des tissus qui séparent le sang du fœtus et le sang maternel. Il assure le contact entre la muqueuse utérine et les vaisseaux sanguins du fœtus. Il contrôle les échanges des nutriments, déchets et des gaz respiratoires entre la mère et le fœtus. Il assure l'immuno-tolérance (le système immunitaire de la mère ne rejette pas le fœtus).

## Historique
Dans les années 1970, des chercheurs écossais ont montré que des fragments de ce syncytium se détachaient et pénétraient dans la circulation maternelle via les veines utérines, la veine cave inférieure pour se retrouver dans les poumons de la mère sans aucun dommage pour elle ce qui a déterminé un ensemble de travaux sur les antigènes trophoblastiques.